# Marthe Ongmahan
 (juin 2019).
Marthe Yolande Ongmahan, née le 12 juin 1992, est une footballeuse internationale camerounaise évoluant au poste de gardien de but en équipe du Cameroun.

## Biographie
Elle participe avec l'équipe du Cameroun à la Coupe d'Afrique des nations 2018.
Elle fait ensuite partie des 23 joueuses camerounaises retenues afin de participer à la Coupe du monde 2019 organisée en France.